# شکرالله قوام‌الدوله
شکرالله‌خان صدری ملقب به معتمد خاقان و سپس قوام‌الدوله دولتمرد و قانونگذار دوره قاجار بود.
شکرالله خان در حدود سال ۱۲۹۰ هجری قمری (۱۲۵۲ خورشیدی) در اصفهان) به دنیا آمد. پدرش حاج محمدحسین‌خان صدرالدوله اصفهانی، ایشیک آقاسی (رئیس تشریفات) مظفرالدین میرزا ولیعهد و حاکم خلخال (تا سال ۱۳۰۳ هجری قمری) بود. شکرالله‌خان تحصیلات خود را تا سطح معمول آن زمان در اصفهان و تبریز فراگرفت و به پیشنهاد پدرش وارد دربار ولیعهد شد. ابتدا از اجزای خلوت دستگاه مظفرالدین میرزا در آذربایجان بود. با قتل ناصرالدین شاه در سال ۱۳۱۳ همراه مظفرالدین شاه به تهران رفت و جزو پیشخدمت‌های مقرب و از اجزای خلوت شاه شد و در ۱۳۱۴ از مظفرالدین شاه لقب معتمد خاقان گرفت. در دوران صدارت عین الدوله تعداد قابل توجهی از درباریان که اتابک تقویتشان می‌کرد، به مخالفت با صدراعظم پرداختند و به‌طور علنی به کارشکنی علیه کابینه عین الدوله پرداختند. در راس این درباریان، شکرالله‌خان معتمد خاقان قرار داشت. عین‌الدوله دستور داد معتمد خاقان را به اتفاق نظام‌السلطان (که او هم از پیشخدمت‌های مظفرالدین‌شاه بود) به دربار احضار کنند و در آنجا پای هر دو را به جرم توطئه علیه صدراعظم به فلک ببندند و پس از زدن چند چوب به عنوان تنبیه به مازندران تبعید کنند؛ اما پس از مدتی از تبعید، عین الدوله او را عفو کرد و به شغل سابقش بازگشت.
با درگذشت مظفرالدین‌شاه و به سلطنت رسیدن محمدعلی شاه، معتمد خاقان آن جایگاه قبلی را در دربار نداشت و به همین خاطر مشروطه‌طلب شد و یکی دو ماه قبل از کودتای محمدعلی‌شاه و به توپ بستن مجلس، به دستور شاه از تهران تبعید و عازم اروپا شد. پس از اینکه آزادیخواهان تهران را فتح و محمدعلی شاه را از سلطنت خلع کردند، معتمد خاقان همچنان جزو آزادیخواهان به‌شمار می‌رفت. با تشکیل وزارت تجارت در کابینه محمدولی‌خان سپهدار اعظم شکرالله خان معتمد خاقان در ۲۸ اسفند ۱۲۸۸ خورشیدی (هفتم ربیع‌الاول ۱۳۲۸ قمری) به عنوان نخستین وزیر تجارت ایران منصوب و در ترمیم کابینه سپهدار، وزیر پست و تلگراف شد. با سقوط کابینه سپهدار در تیر ۱۲۸۹ به جای صمصام السلطنه به حکومت اصفهان و یزد رسید و همزمان با خلع سلاح مجاهدین، او نیز در اصفهان به تصفیه ادارات پرداخت و چند تن از اتباع خارجی را که ریاست ادارات را داشتند و همچنین عباس خان رئیس نظمیه را برکنار کرد. عباس خان برای انتقامگیری در صبح سیزدهم بهمن ۱۲۸۹ خورشیدی به معتمد خاقان و همراهانش تیراندازی کرد. معتمدخاقان بسختی مجروح شد و پسرعمویش عبدالرحیم خان صدری در دم جان سپرد. قاتل همراه با چهار نفر از رفقای ایرانی اش که لباس قفقازی به تن داشتند، به کنسولگری روس پناه برد. در تحقیقات مشخص شد که عباس خان تبعه روسیه است. پدرش اهل قره باغ و شهر شیشه (شوشی) بوده که به ایران آمده و در اراک ازدواج کرده بوده‌است. اما عباس خان برای این که رئیس پلیس بشود خود را تبعه ایران معرفی کرده بود. از این رو عباس خان برای محاکمه به روسیه فرستاده شد.
در ۱۲۹۰ خورشیدی بعد از درگذشت میرزا محمدعلی قوام الدوله تفرشی، با همسر او که دختر ظهیرالدوله بود ازدواج کرد و احمدشاه لقب قوام الدوله را به او اعطا و به حکومت تهران منصوبش کرد. در ۱۲۹۲ به حکومت لرستان و بروجرد منصوب شد و در اواخر عمر دوره سوم مجلس شورای ملی، از شانزدهم امرداد ۱۲۹۴ نماینده نجف‌آباد و از سران حزب اعتدال در مجلس شد. نمایندگی اش سه ماه بیشتر طول نکشید و با پیشروی ارتش روسیه بسوی تهران، مجلس تعطیل شد. قوام الدوله همراه با دیگر نمایندگان به مهاجرت نرفت، در تهران ماند و در اواخر سال ۱۳۳۴ هجری قمری (۱۲۹۵ خورشیدی) به وزارت پست و تلگراف و سپس به وزارت فوائد عامه رسید. در دوره چهارم و پنجم نماینده خرمشهر و پیشکار شیخ خزعل در تهران بود و به قول عبدالله مستوفی: «نبض شیخ را به‌طور کامل در دست داشت و احیاناً از خبرهایی که به درد موکلش می‌خورد او را بی‌نصیب نمی‌گذاشت. شیخ هم غالباً نوشتن بعضی اخبار تهران را از وکیل خود می‌خواست و قوام‌الدوله در برآوردن حاجت موکل خود بذل جهد می‌کرد؛ بنابراین شیخ خزعل با اینکه در خوزستان نشسته بود از اوضاع تهران از ضدیت فراکسیون اقلیت مجلس (به رهبری مدرس) با سردار سپه، از دل خونی که آزادیخواهان از رفتار خشن این نخست‌وزیر نظامی داشتند و از جریانات دیگر تهران به خوبی آگاه بود».
قوام الدوله در دوره چهارم مجلس به اکثریت اصلاح‌طلبان پیوست و در دوره پنجم از اعضای اقلیت و مخالف سردار سپه بود. در رقابت شدیدی که در چهار سال بعد از کودتای سوم اسفند میان مدرس و رضاخان سردار سپه برای قبضه کردن نهایی قدرت جریان داشت، قوام‌الدوله همیشه در صف دوستان نزدیک مدرس قرار داشت. روابط ولیعهد محمد حسن میرزا و مدرس به وسیله او با خزعل پیوند یافت.
در هفدهم امرداد ۱۳۰۴ در کابینه سردار سپه به توصیهٔ سیدحسن مدرس، به وزارت داخله رسید و تا آذر ۱۳۰۴ در این سمت باقی ماند. از شکرالله صدری یک دختر باقی ماند.